# Préaux, Seine-Maritime

Préaux este o comună în departamentul Seine-Maritime, Franța. În 1 ianuarie 2022 avea o populație de 1.856 de locuitori.